# 김양점
김양점(金養点, 1944년~?)은 조선민주주의인민공화국의 정치인이자 군인이다. 최고인민회의 10·11·12기 대의원을 지냈다.

## 생애
1944년에 태어난 그는 김일성군사종합대학 졸업한 뒤 1981년부터 인민무력부 공병국 상급참모, 부부장, 부장을 지내고 1991년에 인민군 소장, 1992년에는 중장으로 승진하며 총참모부 공병국장에 임명되었다. 1998년에는 최고인민회의 제10기 대의원으로 선출되었딘. 2002년 4월에 인민군 상장으로 승진 및 인민무력부 부부장에 임명되었다. 그 해 9월 18일에는 베트남 전쟁에 파견되어 전사한 조선인민군 병사의 유골을 회수하기 위해 정부 대표단장으로서 베트남을 방문했다.
2014년 9월 4일, 애국렬사릉에 매장되었다.

## 참고 자료
- 中川雅彦 (2003), 《価格・賃金改革に踏み切る : 2002年の朝鮮民主主義人民共和国》, 日本貿易振興機構アジア経済研究所 다음 글자 무시됨: ‘和書’ (도움말)